# بيل بانكر
بيل بانكر (بالإنجليزية: Bill Banker)‏ هو لاعب كرة قدم أمريكية أمريكي، ولد في 4 أبريل 1907 في ليك تشارلز في الولايات المتحدة، وتوفي في 25 سبتمبر 1985 في نيو أورلينز في الولايات المتحدة.